# Hagenteich

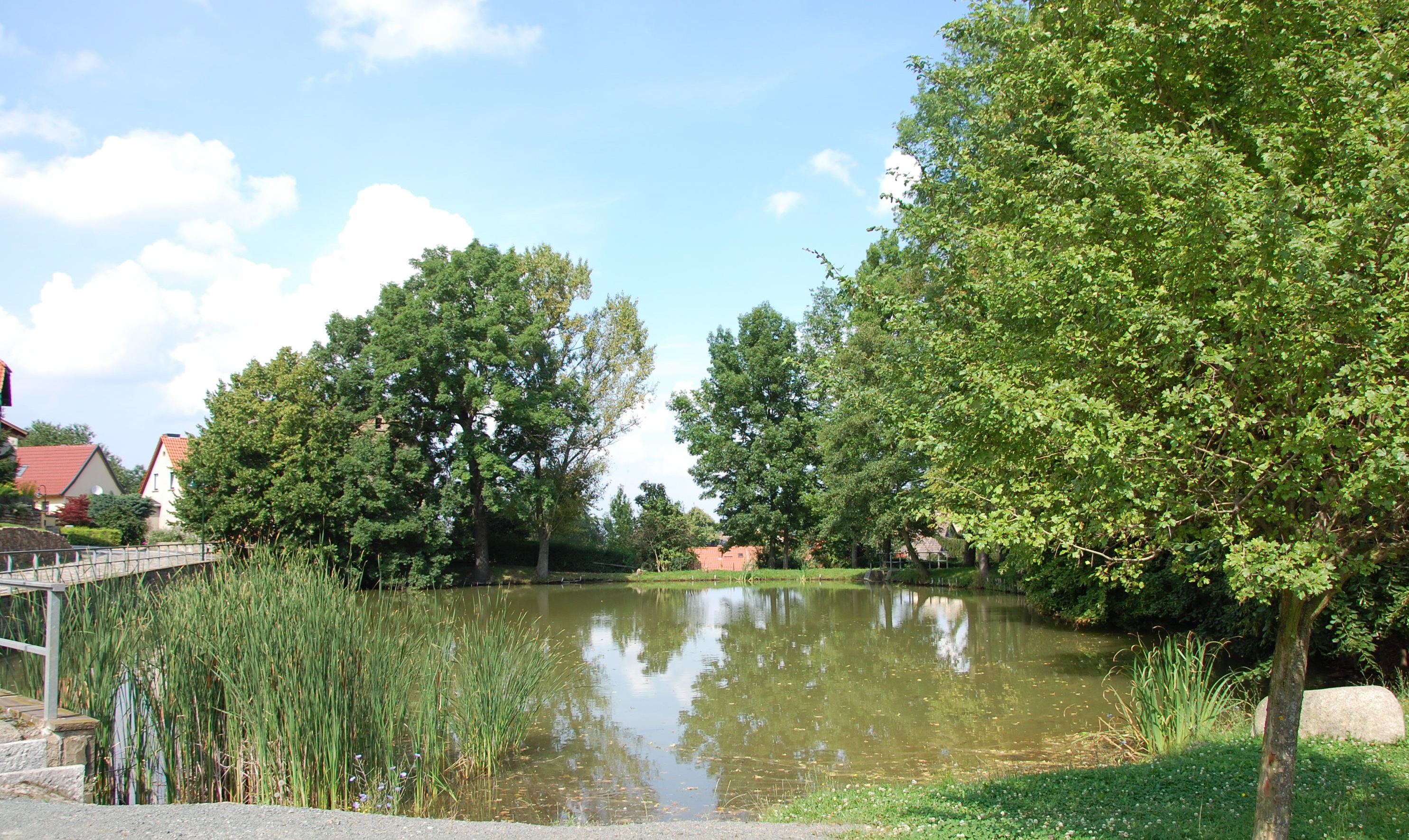
Hagenteich

Der Hagenteich ist ein alter Stauteich bei Gernrode im Harz in Sachsen-Anhalt. In ihm wird der Hagentalbach gestaut. 

## Lage
Der Hagenteich liegt südlich der Gernröder Altstadt und ist im örtlichen Denkmalverzeichnis als Kunstteich eingetragen.

## Geschichte
Eine erste urkundliche Erwähnung des Teichs ist aus dem Jahr 1608 überliefert. Er diente als Mühlenteich für die im gleichen Jahr errichtete Hothornmühle. Darüber hinaus wurde er auch als Fischteich und zur Reinigung von Kühen und Pferden genutzt. Die Funktion als Mühlenteich blieb bis 1928 erhalten. In diesem Jahr wurde der Betrieb der Hothornmühle eingestellt. Bis 1926 bestand über den Hagentalbach eine Verbindung zum Spittelteich, der dann verfüllt worden war.
1996 stürzte die Ummauerung des Teichs unter der Last eines Müllfahrzeuges ein, dass dabei in den Teich stürzte. Der Teich wurde geleert und die Ufermauern erneuert. Zugleich erhöhte man das Fassungsvermögen des Mönches. Am 29. Mai 1997 wurde der Hagenteich mit Wasser des Neuen Teichs wieder aufgefüllt. Die Umgebung des Teichs wurde durch die Anpflanzung neuer Bäume und Sträucher sowie die Aufstellung von Bänken gestaltet. Ein Mahlstein dient als Tisch und erinnert so an die ursprüngliche Funktion des Hagenteichs als Mühlenteich.